# Barruelo (Villarcayo de Merindad de Castilla la Vieja)
Barruelo es una localidad del municipio de Villarcayo de Merindad de Castilla la Vieja, en la provincia de Burgos, perteneciente a la comarca de Las Merindades, y al partido judicial de Villarcayo.

## Demografía
En el censo de 1950 contaba con 63 habitantes, reducidos a 8 en el padrón municipal de 2024.

## Geografía
Bañada por el Arroyo de Cárcomas, afluente del río Nela, a 8 km de Villarcayo, la cabecera municipal, y a 76 km de Burgos.

### Localidades limítrofes
Barruelo limita al norte con La Aldea, al nordeste con Paralacuesta, al este con Casares, al sureste con Baíllo, al sur con Quecedo de Valdivielso, al suroeste con Puentearenas de Valdivielso, y al noroeste con Bisjueces.

## Historia
Aldea, de la Jurisdicción de Medina de Pomar, en el partido de Castilla la Vieja en Burgos, jurisdicción de señorío, ejercida por el Duque de Frías quien nombraba su alcalde ordinario.
A la caída del Antiguo Régimen queda agregado al ayuntamiento constitucional de Aldeas de Medina, en el partido de Villarcayo, perteneciente a la región de Castilla la Vieja. En el año 1901 se incorpora al municipio de Merindad de Castilla la Vieja.